# Robert d’Escourt Atkinson
Robert d’Escourt Atkinson (ur. 11 kwietnia 1898 w Rhayader, zm. 28 października 1982 w Bloomington) – brytyjski astronom i fizyk.

## Życiorys
Atkinson uczęszczał do Manchester Grammar School. W 1922 roku ukończył studia na Uniwersytecie Oksfordzkim ze stopniem naukowym w dziedzinie fizyki. Pracował w Clarendon Laboratory. W 1928 roku na Uniwersytecie w Getyndze otrzymał stopień doktora fizyki. Od 1929 do 1937 wykładał na Uniwersytecie Stanowym Rutgersa w New Brunswick oraz otrzymał posadę asystenta w Królewskim Obserwatorium Astronomicznym w Greenwich, gdzie pracował do 1964 roku. W tym samym roku otrzymał tytuł profesora na Uniwersytecie Rutgersa. Przeszedł na emeryturę w 1979.

## Nagrody i odznaczenia
- 1960 – Medal Eddingtona[3]